# Древнеливийское письмо
Древнеливийское письмо (также известно под названиями нумидийское письмо и ливийское письмо) — письменность Древней Ливии, происходящая от сильно видоизменённого финикийского алфавита.

## Распространение
Надписи древнеливийским письмом обнаружены как собственно в Ливии, в основном на побережье, так и на о. Сицилия. Вариант древнеливийского письма использовался на монетах Тартесса (однако это письмо не следует путать с собственно тартессийским письмом, которое представляло собой юго-западный вариант иберского письма).

## Дешифровка
Состав алфавита был установлен благодаря билингвам, на которых древнеливийский текст дублируется пуническим или латинским текстом. Однако данные тексты представляют собой в большинстве случаев надгробные надписи с перечислением имён, в связи с чем сам язык остаётся практически нерасшифрованным. Существовала в двух разновидностях — восточной и западной. Направление письма уникально — справа налево, снизу вверх.
| Финикийский алфавит | Звук | Древнее восточно-ливийское письмо |
| ------------------- | ---- | --------------------------------- |
| Aleph               | '    |                                   |
| Beth                | b    | Yab                               |
| Gimel               | g    | Yag                               |
| Daleth              | d    | Yad                               |
| He                  | h    | Yah                               |
| Waw                 | w    | Yaw                               |
| Zayin               | z    | Yaz                               |
| Heth                | ḥ    | Yaḥ                               |
| Teth                | ṭ    | Yaṭ                               |
| Yodh                | y    | Yay                               |
| Kaph                | k    | Yak                               |
| Lamedh              | l    | Yal                               |
| Mem                 | m    | Yam                               |
| Nun                 | n    | Yan                               |
| Samekh              | s    | Yas                               |
| Ayin                | ɛ    |                                   |
| Pe                  | p, f | Yaf                               |
| Sade                | ṣ    | Yaṣ                               |
| Qoph                | q    | Yaq                               |
| Res                 | r    | Yar                               |
| Sin                 | š    | Yac                               |
| Taw                 | t    | Yat                               |
|                     | ẓ    | Yat                               |
|                     | j    | Yaj                               |

## Языки

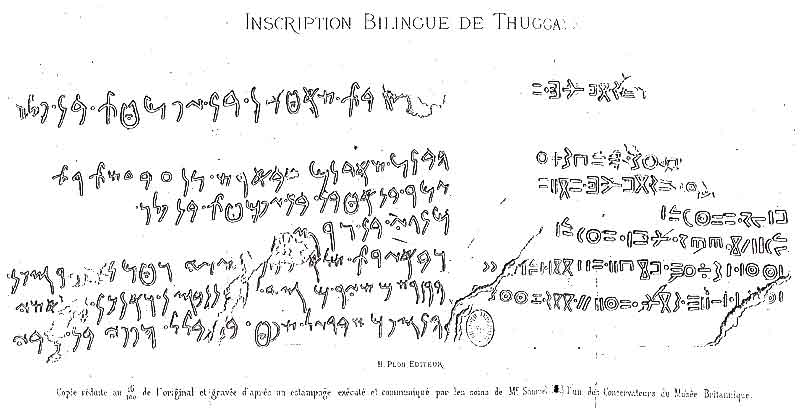
Двуязычная надпись из мавзолея в Дугге; слева пунический текст, справа нумидийский

Древнеливийский язык, иногда в тамазигхтских языках.

## Производные нумидийского письма
От древнеливийского письма происходят:
- древнее турдетанское письмо (Тартесс в Испании);
- письменность наскальных надписей на Канарских островах, предположительно выполненных гуанчами[3];
- современное туарегское письмо тифинаг (тифина́р, Tifinaɣ), также ограниченно применяющееся в других берберских языках, например кабильском. Примечательно, что туареги могут читать надписи на древнеливийском языке, но не понимают их смысла[4].